# 자원외교
자원외교는 국내 소비량이 일정 수준에 이른 자원에 대하여 국내 업체가 직접개발에 참여함으로써 자원의 안정적 공급에 기여하게 하는 등의 목적을 달성하기 위하여 국가가 외교력을 동원하는 것을 말한다.

## 대한민국의 자원외교
1970년대 박정희 정부가 수출 진흥을 위해 자원보유국과 기술협력 정책 수출·입 합작사업 등을 통해 자원개발 활동을 하게 되면서 본격적인 국가 차원의 자원외교가 등장하게 되었다. 이후 에너지ㆍ자원 소비량의 96%를 해외수입에 의존하고 석유의 수입의 82%가 중동지역에 편중되어 있는 등 취약한 에너지 안보상의 문제점을 극복하고 산업ㆍ경제의 지속적인 성장을 위해 필수적인 석유, 가스, 희토류 등 자원의 안정적인 확보와 공급선 다변화 그리고 자주개발률 제고를 목표로 아프리카ㆍ중남미ㆍ유라시아 지역 등 자원부국과의 우호협력관계 증진, 해외 자원개발사업 지원, 에너지 시장 안정화 및 신재생에너지 협력에 적극 참여하고 있다.

### 1990년대
- 산유국과의 원유도입의 장기계약비율을 45%에서 60%[4]
- 칠레 로스 펠람브레스 동광산 합작개발추진[5]
- 한국과 캐나다 에너지광물자원협의회 설치[6]

### 2000년대
노무현정권 말기인 2006년5월11일 아제르바이젠 순방을 계기로 이남(inam)광구 개발mou 체결을 시작으로 중동중심으로 아프리카,러시아등 17개국 미개척지대에 대한 교섭을 실시하여 석유,가스등의 자주개발율및 확보량이 늘어났고 철광석,유연탄등의 광물자원도 확보량이 증가추세에 이르렀다.
전반적으로 단순지분참여 중심의 유전개발에서 벗어나 기술,경험을 바탕으로 운영권을 확보한 사업장수가 크게 증가했다. 노무현 정권 말기인 2006년 정부가 발표한 해외자원개발 투자실적에 따르면 해외자원투자개발액은 21억달러로 IMF 외환위기 이후 해외자원개발 투자액이 4억6,000만달러까지 감소했던 상황에서 크게 늘어났다.
이명박은 2007년 서울외신기자클럽 간담회에서 자신의 외교·통일 정책 구상을 발표하면서 안정적인 자원 확보를 위한 '에너지 실크로드' 구축을 밝혔는데 이는 대통령에 당선된 직후 이명박 정부에서 자원외교에 있어 '자원개발 지주회사'를 통한 대형화 방침으로 본격화되었고 앞으로 이 회사의 민영화 문제, 자원개발의 주도권을 민간에 넘겨야 할지 여부가 논란이 있은 가운데, 중동과 아프리카 등 미개척지역에서 국가정상급 자원외교를 추진하면서 석유의 자주개발률이 대폭 상승하는 성과를 얻기도 했지만 2013년 감사원 감사 결과“정부가 형식적으로만 자주개발률을 높이는 데 치중했으며, 정작 비상시에 국내로 들여올 수 있는 자원 물량을 확보하는 데는 실패했다”는 것이 드러나고 해외자원개발 사업 추진 과정에서‘만사형통(萬事兄通·대통령 형을 통해야만 일이 된다)’이라는 지적을 받은 이상득 전 의원을 비롯해 ‘왕차관’으로 불린 박영준 전 지식경제부 차관, 곽승준 고려대 교수 등 정권 실세들의 이름이 오르내리며 잡음이 나오고 국회에 의하여 비리 연루의혹이 제기되자 MB계인 권성동 새누리당 의원은 "해외자원개발정책이 기본적으로 노무현 정부에서 국가적 아젠다였고 이를 이명박 정부에서 계승해서 국정과제로 이뤄졌다"고 하면서 감사원이 자원개발 투자의 90%는 "이명박 정부 때 강행됐다"고 지적한 데 대해선 "우리 해외자원개발을 주도하는 석유공사 등 공기업의 역량이 부족하다는 부분, 또 산업부의 해외자원개발에 대한 전략이 부족하지 않았느냐"며 자원 3사의 역량 부족 탓을 했다.

## 같이 보기
- 대한민국 외교부
- 한국광물자원공사